# Episodi di Hai paura del buio? (terza stagione)
La terza stagione della serie televisiva Hai paura del buio? è composta da 13 episodi, andati in onda in Canada dal 28 ottobre 1992 al 20 gennaio 1993 su YTV e in Italia su RaiUno.
| nº | Titolo originale                   | Titolo italiano                                          | Prima TV USA     | Prima TV Italia |
| -- | ---------------------------------- | -------------------------------------------------------- | ---------------- | --------------- |
| 1  | The Tale of the Midnight Ride      | Cavalcata di mezzanotte                                  | 8 gennaio 1994   |                 |
| 2  | The Tale of Apartment 214          | L'appartamento 214                                       | 15 gennaio 1994  |                 |
| 3  | The Tale of Watcher's Woods        | Il bosco stregato                                        | 22 gennaio 1994  |                 |
| 4  | The Tale of the Phone Police       | La polizia telefonica                                    | 29 gennaio 1994  |                 |
| 5  | The Tale of the Doll Maker         | La fabbrica di bambole                                   | 5 febbraio 1994  |                 |
| 6  | The Tale of the Bookish Babysitter | Storia di una strana baby-sitter e dei suoi strani libri | 12 febbraio 1994 |                 |
| 7  | The Tale of the Carved Stone       | La pietra scolpita                                       | 26 febbraio 1994 |                 |
| 8  | The Tale of the Guardian's Curse   | La storia della maledizione della guardiana              | 26 febbraio 1994 |                 |
| 9  | The Tale of the Curious Camera     | Un'insolita macchina fotografica                         | 19 marzo 1994    |                 |
| 10 | The Tale of the Dream Girl         | La ragazza del sogno                                     | 26 marzo 1994    |                 |
| 11 | The Tale of the Quicksilver        | Il ciondolo con le ali d'argento                         | 2 aprile 1994    |                 |
| 12 | The Tale of the Crimson Clown      | Il clown cremisi                                         | 9 aprile 1994    |                 |
| 13 | The Tale of the Dangerous Soup     | La zuppa pericoloso                                      | 16 aprile 1994   |                 |

## Cavalcata di mezzanotte
- Titolo originale: The Tale of the Midnight Ride
- Diretto da: D.J. MacHale
- Scritto da: Darren Kotania

## L'appartamento 214
- Titolo originale: The Tale of Apartment 214
- Diretto da: Scott Peters
- Scritto da: Scott Peters

## Il bosco stregato
- Titolo originale: The Tale of Watcher's Woods
- Diretto da: David Winning
- Scritto da: Gregory Kennedy

## La polizia telefonica
- Titolo originale: The Tale of the Phone Police
- Diretto da: Jean-Marie Comeau
- Scritto da: David Preston

## La fabbrica di bambole
- Titolo originale: The Tale of the Doll Maker
- Diretto da: David Winning
- Scritto da: David Preston

## Storia di una strana baby-sitter e dei suoi strani libri
- Titolo originale: The Tale of the Bookish Babysitter
- Diretto da: Iain Paterson
- Scritto da: Cliff Bryant e Alice Elliott (storia), David Preston (teleplay)

## La pietra scolpita
- Titolo originale: The Tale of the Carved Stone
- Diretto da: Ron Oliver
- Scritto da: Susan Kim

## La storia della maledizione della guardiana
- Titolo originale: The Tale of the Guardian's Curse
- Diretto da: D.J. MacHale
- Scritto da: Chloe Brown

## Un'insolita macchina fotografica
- Titolo originale: The Tale of the Curious Camera
- Diretto da: Ron Oliver
- Scritto da: Susan Kim

## La ragazza del sogno
- Titolo originale: The Tale of the Dream Girl
- Diretto da: David Winning
- Scritto da: David Preston

## Il ciondolo con le ali d'argento
- Titolo originale: The Tale of the Quicksilver
- Diretto da: Michael Keusch
- Scritto da: Wendy Brotherlin

## Il clown cremisi
- Titolo originale: The Tale of the Crimson Clown
- Diretto da: Ron Oliver
- Scritto da: Darren Kotania

## La zuppa pericolosa
- Titolo originale: The Tale of the Dangerous Soup
- Diretto da: D.J. MacHale
- Scritto da: Chloe Brown